# Laurent (patronyme)
Pour les articles homonymes, voir Laurent.
Cette page présente le nom de famille Laurent ainsi que ses variantes.
Laurent est un patronyme français.

## Occurrence
Laurent est le 10e nom de famille le plus porté en France.

## Étymologie
Laurent vient du prénom Laurent.

## Personnalités portant ce patronyme
Laurent est un nom de famille notamment porté par :
- Adrien Laurent, (1994-), influenceur et acteur porno français ;
- Alain Laurent  ;
- Alexandre Laurent  ;
- André Laurent (1710-1747), graveur britannique, voir Andrew Lawrence ;
- André Laurent (1938-), industriel français ;
- André Laurent (1924-2004), homme politique français ;
- Anoa Laurent (2006-), joueur français de rugby à XV ;
- Antoine Jean Blaise Laurent (1737-1799), homme politique français ;
- Auguste Laurent  ;
- Augustin Laurent (1896-1990), ministre français et résistant ;
- Bernard Laurent  ;
- Bruno-Émile Laurent (né en 1928), peintre français ;
- Caroline Laurent ; ingénieur générale de l'armement ;
- Caroline Laurent, écrivaine ;
- Charles Laurent  ;
- Charlotte Laurent, actrice française de théâtre ;
- Christine Laurent (1944-2023), réalisatrice, scénariste, scénographe et costumière française ;
- Christine Laurent (1948-), actrice, costumière et maquilleuse française ;
- Christophe Laurent  ;
- Claude Laurent (1935-), pilote automobile français ;
- Daniel Éric Clive Laurent, lord-maire de Port-Louis à Maurice ;
- Dany Laurent (1942-), auteur d'œuvres théâtrales française ;
- Donatien Laurent (1935-2020), musicien et linguiste français ;
- Édouard Laurent (1896-1972), général français, Compagnon de la Libération ;
- Emelyne Laurent (1998-), footballeuse française ;
- Émile Laurent  ;
- Françoise Laurent-Perrigot (1950-), femme politique française ;
- François Guillaume Barthélemy Laurent (1750-1825), général de division français ;
- François Laurent (1810-1887), juriste et historien luxembourgeois ;
- Frédéric Laurent (1975-), footballeur français ;
- Georges Laurent (1886-1964), flûtiste français ;
- Georges Louis Victor Laurent (1873-1953), vice-amiral français ;
- Gilbert Laurent (1857-1937), homme politique français ;
- Goulven Laurent (1925-2008), historien des sciences français ;
- Greta Laurent (1992-), fondeuse italienne ;
- Gustave Laurent (1873-1949), historien français ;
- Henri Laurent-Desrousseaux (1862-1906), peintre français ;
- Hermann Laurent (1841-1908), mathématicien français ;
- Hervé Laurent (1957-2024), skipper français ;
- Jacqueline Laurent  ;
- Jacques Laurent (homonymie)  ;
- Jean Laurent  ;
- Jean-Antoine Laurent (1763-1832), peintre français ;
- Jean Eugène Laurent (1802-1882), homme politique français ;
- Jean-Luc Laurent (1957-2024) homme politique français ;
- Jeanne Marie-Laurent (1877-1964), actrice, la petite-fille de Marie Laurent ;
- Johannes Theodor Laurent (1804-1884) vicaire apostolique du Luxembourg ;
- Joseph Laurent (1823-1900), astronome français ;
- Louis Laurent (paléobotaniste) (1873-1946), paléobotaniste, docteur ès sciences et professeur français ;
- Louis Laurent (1992-), judoka et samboïste français ;
- Lucien Laurent (1907-2005), footballeur international français ;
- Marceau Laurent (1901-1976), homme politique français, frère d'Augustin Laurent ;
- Marie Laurent (1825-1904), actrice de théâtre ;
- Marie Laurent (1826-1910), épouse et collaboratrice de Louis Pasteur ;
- Nadine Laurent (1959-), skieuse alpine handisport française ;
- Marie-Josée Walsain-Laurent (1933-), actrice française ;
- Patrick Laurent, acteur français ;
- Patrick Laurent, scénariste français ;
- Marie-Pauline Laurent (1805-1860), peintre sur porcelaine, sur émail et en miniature ;
- Mélanie Laurent (1983-), actrice française ;
- Méry Laurent (1844-1900), née Anne Rose Suzanne Louviot, demi-mondaine, actrice et muse de plusieurs artistes ;
- Michel Laurent  ;
- Monique Laurent (1960-), informaticienne et mathématicienne française ;
- Paul Laurent  ;
- Paul Mathieu Laurent, dit Laurent de l'Ardèche (1793-1877), avocat, historien, homme de lettres et homme politique français ;
- Paulette Laurent (1926-2018), athlète française ;
- Philippe Laurent  ;
- Pierre Laurent  ;
- Pierre-Joseph Laurent  ;
- Raymond Ferdinand Laurent (1917-2005), herpétologiste belge ;
- Rémi Laurent (1957-1989), acteur français ;
- Robert Laurent  ;
- Roger Laurent (1913-1997), pilote de course belge ;
- Samuel Laurent (1972-), essayiste et dirigeant de football français ;
- Samuel Laurent (c. 1979-), journaliste français ;
- Sébastien Laurent (1887-1973) est un peintre français ;
- Sylvie Laurent (1974-), historienne et américaniste française ;
- Théophile Laurent (1847-1906), homme politique français ;
- Véronique Laurent-Denieuil (1961-2025), artiste, plasticienne et graveuse française ;
- Xavier Laurent (1977-), acteur français.

## Personnalités portant ce pseudonyme
Laurent est un pseudonyme notamment porté par :
- Philippe Laurent (1976-), pseudonyme de l'historien français Laurent Joly.